# Lama San Giorgio
Si tratta di una monotona sequenza di calcari micritici microfossiliferi e di calcari dolomitici in sequenze irregolari o cicliche, ben stratificate, di colore biancastro o grigio avana

## Percorso
L'incisione di Lama San Giorgio ha origine nella Murgia Barese, nei pressi di Monte Sannace a 383 metri s.l.m., nel territorio di Gioia del Colle e scorre verso nord attraversando i territori dei Comuni di Sammichele di Bari, Turi, Casamassima, Rutigliano, Noicattaro e Triggiano. Sfocia nel mare Adriatico nel territorio di Bari in corrispondenza di Cala San Giorgio.

## Morfologia
Lama San Giorgio ha la struttura morfologica tipica delle lame Pugliesi con meandri e alcune brevi incisioni affluenti laterali che si immettono sul solco principale.
Nel suo percorso da sud a nord la lama attraversa formazioni geologiche diverse: nel tratto iniziale l'incisione è caratterizzata dai calcari di Altamura e dai calcari di Bari, entrambi formatisi nel periodo Cretaceo.
Verso il mare si incontrano i tufi delle Murge, tipici depositi più o meno cementati di Calcarenite arenacea giallastra, caratterizzati dalla presenza di numerosi strati fossiliferi .
Il fondo della lama è caratterizzato da depositi alluvionali argillosi provenienti dalla degradazione dei calcari le cosiddette terre rosse.

## Ambiente
La lunghezza e la differente altimetria tra l'altopiano della Murgia e la pianura Barese determina la coesistenza, lungo il suo corso, di un microclima differente tra l'alveo più a monte e la parte della lama più vicina alla costa.
Nelle zone più interne abbondano formazioni termo - mesofile con abbondanza di roverella (Quercus pubescens). Nella zona litoranea e sub litoranea sono invece presenti prevalentemente formazioni sempreverdi di latifoglie sclerofille tipiche della macchia mediterranea.
La variabilità del microclima è testimoniato dalla presenza, lungo il corso della lama, 
di quattro specie diverse di querce: 
- il leccio (Quercus ilex);
- la coccifera (Quercus coccifera);
- il fragno (Quercus troiana) e
- la roverella (Quercus pubescens)

con dominanza o coesistenze differenti a seconda dei tratti e delle esposizioni o a seconda che si tratti del fondo dell'alveo o dei fianchi delle scarpate.

## Area di protezione
La legge Regionale n.19/97 della Regione Puglia ha individuato la Lama San Giorgio tra le aree naturali protette per l'interesse naturalistico, ambientale e paesaggistico del suo corso e per le presenze di testimonianze antropiche di non trascurabile valore storico, culturale, artistico ed archeologico.